# 1827 en littérature
| Années de la littérature : 1824 - 1825 - 1826 - 1827 - 1828 - 1829 - 1830    |
| Décennies de la littérature : 1790 - 1800 - 1810 - 1820 - 1830 - 1840 - 1850 |

Cet article présente les faits marquants de l'année 1827 en littérature.

## Événements
- De Bonald entre au comité de censure.
- La Revue de la société du Musée, dirigée par František Palacký, permet l’essor de la littérature tchèque.
- Le Messager de Moscou, journal fondé par Mikhaïl Pogodine.

## Essais
- Brève Histoire du Japon de l’historien Rai San'yō, qui y critique l’autorité du shogun et prône la vénération de l’empereur.
- Histoire de la Révolution en dix volumes d’Adolphe Thiers (1823-1827).
- Essai de palingénésie sociale, de Ballanche (1827-1829).

## Poésie
- Le Livre des Chants, recueil de poème de Heinrich Heine.

## Romans
- Don Gigadas, roman d'Honoré de Balzac sous pseudonyme
- I promessi sposi (les Fiancés), roman de Alessandro Manzoni.
- La Guzla de Mérimée.
- Armance, roman de Stendhal.
- Cinq-Mars, d’Alfred de Vigny.

## Théâtre
- Antonia Foscarini, drame historique de Niccolini.
- Cromwell, tragédie de Victor Hugo dont la préface devient immédiatement le manifeste du théâtre romantique

## Principales naissances
- 9 avril : Maria Susanna Cummins, écrivaine américaine (° 1er octobre 1866).
- 8 octobre : Francisque Sarcey, critique dramatique et journaliste français († 16 mai 1899).

## Principaux décès
- 12 août : William Blake, poète et graveur britannique (° 28 novembre 1757).
- 18 novembre : Wilhelm Hauff, écrivain allemand (° 29 novembre 1802).